# Sternberg (fränkisches Adelsgeschlecht)

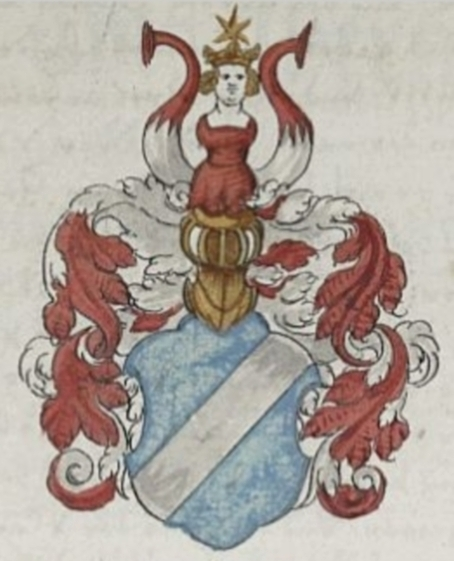
Wappen Bischof Berthold II. von Sternberg nach Lorenz Fries: Chronik der Bischöfe von Würzburg, 1574–1582

Die Herren von Sternberg waren ein fränkisches Adelsgeschlecht, welches eine Nebenlinie der Grafen von Henneberg war. Diese hatte ihren Sitz auf der Burg Sternberg in Sternberg im Grabfeld (an deren Stelle später das Schloss Sternberg erbaut wurde) und war einer von mehreren Familienästen, die gemeinsam nach ihrem Stammvater Poppo II. als „Popponische Linien“ bezeichnet wurden. Sie führten nicht den Grafentitel und hatten auch ein eigenes Wappen.
Die Linie der Herren von Sternberg ging aus der Linie der Herren von Irmelshausen hervor und erlosch in männlicher Linie bereits in der zweiten Generation im Jahre 1287.

## Geschichte

### Ursprung
Der Henneberger Poppo II. († 1118), jüngerer Bruder des regierenden Grafen Godebold II. von Henneberg († 1144), war der Stammvater der nach ihm benannten „Popponischen Linie“. Poppo II. hatte folgende drei Söhne, welche jeweils die nach ihrem Stammsitz benannten Linien gründeten:
- Poppo III. von Irmelshausen (* vor 1131; † 1160)
- Ludwig I. von Lengsfeld (1137–1164), von Frankenstein (* vor 1131; † nach 1164)
- Gotebold III. von Wasungen (* 1107; † nach 1164)

Poppo III. nahm seinen Sitz auf der Burg in Irmelshausen bei Höchheim im Grabfeld und nannte sich nach dieser „Poppo III. von Irmelshausen“. Er hatte folgende drei Söhne:
- Heinrich I. von Irmelshausen (1156–1160), von Lichtenberg (1161–1165), von Henneberg (1161), († 1167)
- Poppo V. von Irmelshausen, von Lichtenberg (1168–1179), († 1199)
- Gotebold IV. von Lichtenberg (1168–1176), von Irmelshausen-Habesberg (1169) († nach 1187)

Nachdem der älteste Sohn Heinrich I. um 1156 bereits eine eigene Linie begründet hatte, welche er nach dem Stammsitz als „Herren von Lichtenberg“ bezeichnete, ging die Stammburg in Irmelshausen wahrscheinlich auf den zweiten Sohn Poppo V. über. Nach dem Tod von Heinrich I. im Jahr 1167 bezeichneten sich auch seine beiden jüngeren Brüder Poppo V. und Gotebold IV. als „Herren von Lichtenberg“.
Poppo V. nannte sich 1179 das letzte Mal nach Lichtenberg. Danach hat er vermutlich seinen Sitz nach Irmelshausen verlegt, nach dem er sich in Urkunden aus den Jahren 1179, 1186 und 1194 nannte.

### Entwicklung des Hauses
Poppos V. Sohn Heinrich II. von Sternberg († 1228) tauchte im Jahre 1199 gemeinsam mit seinem Vater in einer Urkunde des Hochstifts Eichstätt auf. Er erschien in der Urkunde als Vasall der Eichstätter Kirche, die die Markgrafen von Schweinfurt in der Gegend um Königshofen im Grabfeld beerbt hatte.

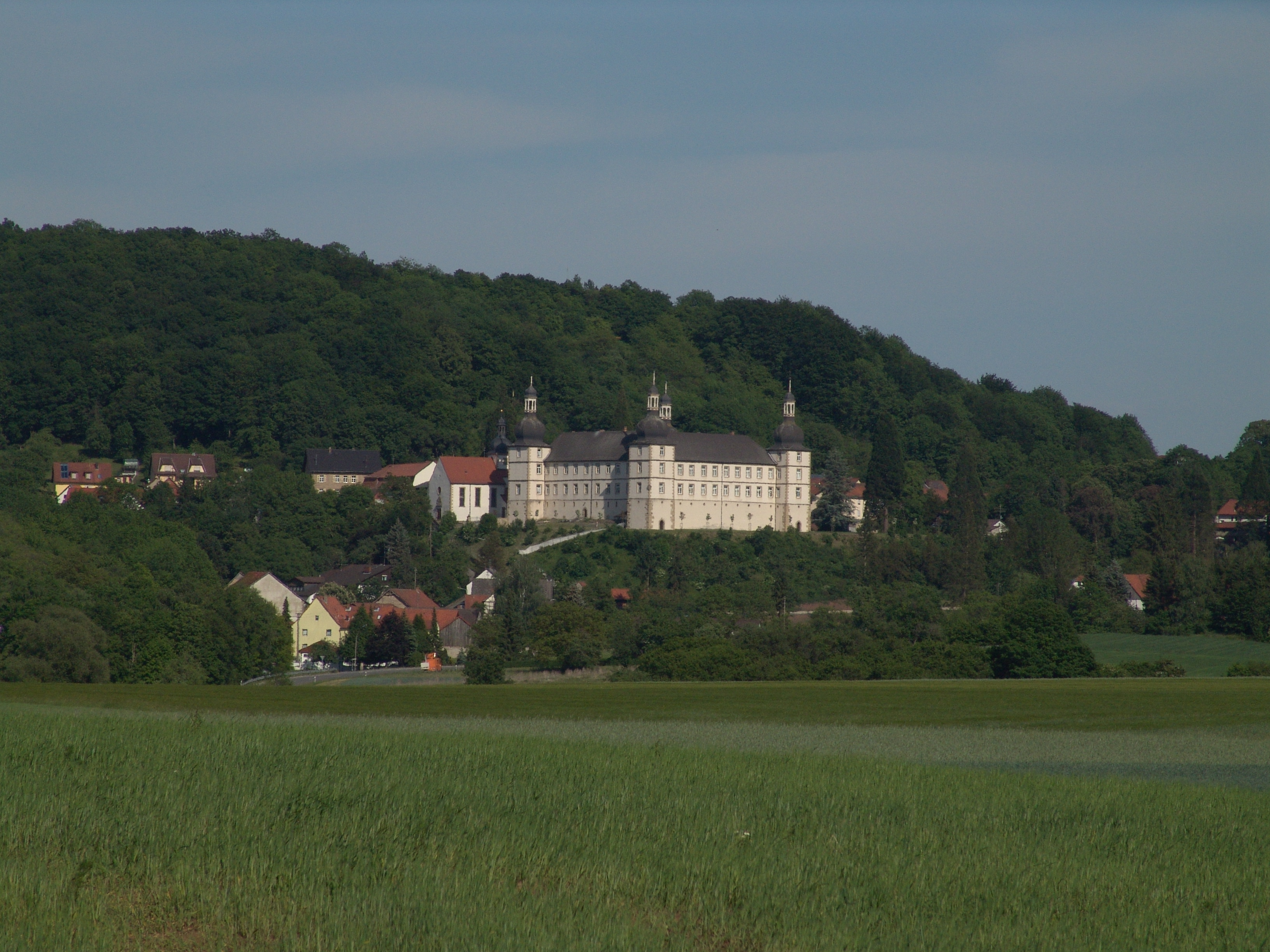
Sternberg im Grabfeld (mit dem ab 1667 anstelle der Burg erbauten Schloss Sternberg)

Heinrich II. hatte das Gebiet um Sternberg im Grabfeld (bei Sulzdorf an der Lederhecke) vom Hochstift Eichstätt als Lehen erhalten. Er ließ die Burg Sternberg an der Stelle des heutigen Schlosses Sternberg erbauen und verlegte, wahrscheinlich weil Irmelshausen kein freies Eigen, sondern nur Lehensbesitz war, seinen Sitz spätestens 1199 dorthin. Heinrich II. war somit Begründer der Linie der „Herren von Sternberg“. Heinrich II. fiel im Jahre 1228 in der Schlacht bei Metzels im Kampf gegen Poppo VII. von Henneberg († 1245) aus der Goteboldischen Linie.
Aus der Ehe seines Sohnes Albert († zw. 1253 und 1255) mit Mechthild von Trimberg ging nur eine Tochter namens Lukardis von Sternberg († 1312) hervor, welche mit Heinrich III. von Frankenstein († 1297) aus einer anderen Popponischen Linie verheiratet war.
Die anderen Söhne Henrichs II., namens Berthold II. († 1287), Hermann († zw. 1277 und 1278) und Heinrich III. († 1279) schlugen eine geistliche Laufbahn ein und traten zusammen in das Würzburger Domkapitel ein. Während Berthold als Berthold II. Bischof von Würzburg war, wurde Herrmann später Propst des Kollegialstiftes Neumünster in Würzburg und Heinrich Dompropst in Bamberg. Die Tochter Sophia († 1262) war Nonne im Kloster Wechterswinkel.
Aus diesem Geschlecht stammt auch Bischof Konrad II. von Worms († 1192), der das Westwerk des Wormser Domes erbauen ließ und die Kathedrale 1181 weihte.

### Erlöschen
Schon bald nach dem Tode des letzten Stammhalters Albert von Sternberg erreichte der älteste Sohn von Poppo VII. von Henneberg, Graf Heinrich III. von Henneberg († 1262), durch Vermittlung des Grafen Adalbert von Dillingen im Jahr 1255 die Belehnung mit den eichstättischen Lehen der Sternberger Linie, darunter Sternberg im Grabfeld. Mit Berthold II. starb die Linie Sternberg der Henneberger im Jahr 1287 in männlicher Linie aus. 

### Ministerialenfamilie von Sternberg
Die Burg Sternberg wurde ab 1297 durch Beamte (Ministeriale) der Henneberger verwaltet, die sich nach ihr ebenfalls „von Sternberg“ benannten und ab 1317 auch mit der Burg Callenberg bei Coburg belehnt wurden; ferner erbauten sie das Sternbergschloss Meeder. Die Burg Sternberg wurde von den Hennebergern 1354 an das Hochstift Würzburg verkauft, die sie an mehrere Lehnsnehmer vergab, sodass eine Ganerbenburg entstand. Diese zweite, niederadlige Familie von Sternberg erlosch 1588. Callenberg und Meeder fielen daraufhin an den Landesherrn Johann Casimir von Sachsen-Coburg.

## Stammliste

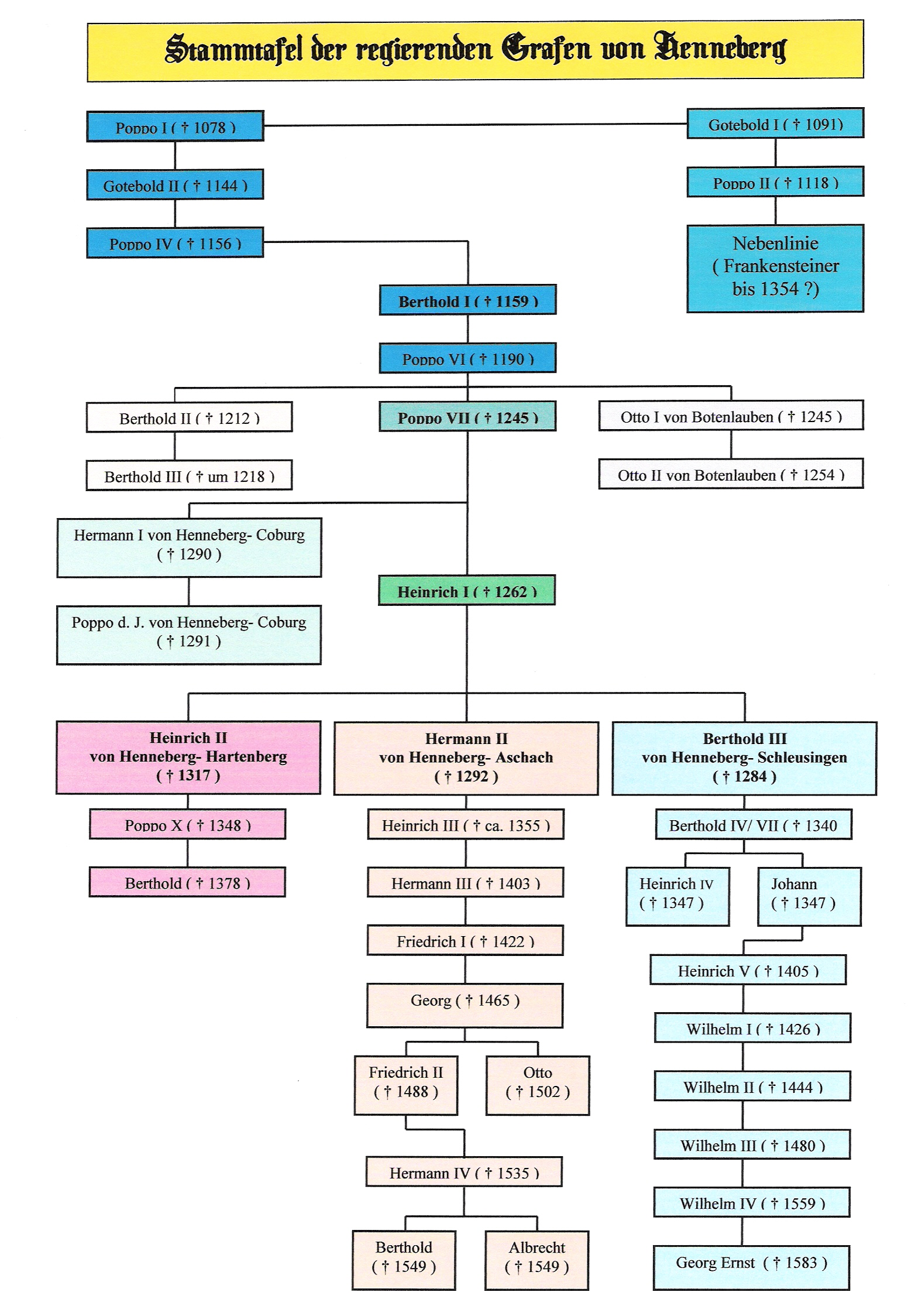
Stammtafel derer von Henneberg

### Popponische Nebenlinien von Irmelshausen, von Lichtenberg und von Sternberg
B2. Graf Poppo II. von Henneberg, Stammvater mehrerer Nebenlinien (Popponische Linie), die nicht den Grafentitel führten und bald wieder erloschen (Herren von Frankenstein, Lichtenberg, Wasungen, Irmelshausen, Sternberg), urkundlich 1096 bis 1116, (* vor 1096; † (20./21.) August 1118); ⚭ () Beatrix von Gleichen († 1120), Tochter von Graf Erwin I. von Gleichen (1040–1116) und Helinburg von Lohra (1080–1133)
C1. Poppo III. von Henneberg-Irmelshausen, urkundlich 1131 bis 1156, kauft 1156 die Habesburg, (* vor 1131; † (1160)); ⚭ () N.N.
D1. Heinrich I. von Irmelshausen (1156–1160), von Lichtenberg (1161–1165), von Henneberg (1161), († 1167)
D2. Poppo V. von Irmelshausen, von Lichtenberg (1168–1179), urkundlich 1156 bis 1199, (* vor 1156; † 29. Mai 1199); ⚭ () Irmgard (von Rothausen)
E1. Heinrich II. von Sternberg, urkundlich 1199, (* vor 1199; ⚔ 6. Dezember 1228 bei Meiningen); ⚭ () N.N. (von Wildberg) (–)
F1. Albert von Sternberg, urkundlich 1246, († zw. Oktober 1253 und 31. Januar 1255); ⚭ () Mechtild von Trimberg, urkundlich 1277 bis 1297, († nach 1297), Tochter von Albrecht von Trimberg (–1261/1276) und Luitgart von Büdingen (–nach 1257)
G1. Lukardis von Sternberg († nach 1. Februar 1312); ⚭ () Heinrich III. von Frankenstein, urkundlich 1248, († nach 5. Januar 1297), Sohn von Heinrich I. von Frankenstein (1248–1295) und Lukardis von Henneberg-Schleusingen (–1312)
F2. Bertold von Sternberg, Domherr (1240), Domscholasticus (1260), Domdekan (1262–1270), Bischof von Würzburg (1274–1287), († 13. November 1287; ▭ im Würzburger Dom)
F3. Hermann von Sternberg, Domherr (1255), Archidiakon (1274), Propst im Kollegiatstift Neumünster (1275–1277), († zw. 1. April 1277 und 2. März 1278)
F4. Heinrich (III.) von Sternberg, Domherr (1267), Archidiakon zu Würzburg (1270), Domherr und Archidiakon (1271), Dompropst zu Bamberg (1276), Propst im Kollegiatstift Neumünster (1279), († nach 25. Mai 1279)
F5. Sophia von Sternberg, Nonne im Kloster Wechterswinkel, urkundlich 1262, († nach 1. Dezember 1262)
D3. Gotebold IV. von Lichtenberg (1168–1176), von Irmelshausen-Habesberg (1169), urkundlich 1156 bis 1186, (* vor 1156; † nach 1187); ⚭ () N.N.
E1. Tochter von Henneberg; ⚭ () Adalbert III. von Hildenburg († 9. Februar 1217/1228)